# ضربه محکم
ضربه محکم (به انگلیسی: Slap Shot) یک فیلم سینمایی آمریکایی در ژانر کمدی ورزشی به کارگردانی جرج روی هیل است که در سال ۱۹۷۷ منتشر شد.

## بازیگران
- پل نیومن
- استروتر مارتین
- مایکل اونتاکین
- لیندسی کروس
- جنیفر وارن
- برد سالیوان
- جف کارلوس
- ام امت والش
- ملیندا دیلون
- استیو کارلوس
- سوزی کرتز

## دنباله‌ها
- ضربه محکم ۲: یخ‌شکن (۲۰۰۲)
- ضربه محکم ۳: لیگ نوجوانان (۲۰۰۳)